# Osip Brik
Osip Maximovič Brik (Осип Максимович Брик; 16. lednajul./ 28. ledna 1888greg. Moskva – 22. února 1945 Moskva) byl ruský avantgardní spisovatel, literární vědec a filmový scenárista židovského původu.
Pocházel ze vzdělané a zámožné rodiny, jeho bratrancem byl fyzik Jurij Rumer. Vystudoval právnickou fakultu moskevské univerzity a pracoval v advokátní kanceláři. V roce 1912 se oženil s Liljou Kaganovou, sestrou Elsy Trioletové. Lilja byla označována za „múzu ruské avantgardy“, Krátce po sňatku s Brikem se zamilovala do Vladimira Majakovského a šest let udržovala tato trojice polyamorní vztah podle dobových ideálů volné lásky. V roce 1925 se Brik s Liljou rozvedl, jeho druhou manželkou byla Jevgenija Sokolovová-Žemčužinová. 
Brik se stal jedním z vůdčích představitelů ruského futurismu. V roce 1916 stál u zrodu lingvistického sdružení OPOJAZ (Společnost pro výzkum básnického jazyka), spojujícího literaturu se sémiotikou. Napsal odbornou práci o zvukové struktuře Puškinových básní.  
Přivítal říjnovou revoluci a vstoupil do komunistické strany. Spolu s Majakovským založil skupinu Komfut spojující futurismus s bolševickou ideologií, v letech 1918–1919 vydával agitační časopis Umění komuny. Pracoval pro Narkompros (Lidový komisariát osvěty). V roce 1920 se na pozvání přítele Jakova Agranova stal zaměstnancem právního oddělení Čeky. Existuje podezření, že se za působení v této funkci podílel na smrti Nikolaje Gumiljova. Po třech letech byl od politické policie propuštěn pro „buržoazní původ“.
V roce 1922 založil organizaci LEF (Levá fronta umění), hlásící se k programu konstruktivismu. Spolu s Majakovským vytvořil divadelní hru Rozhlasový říjen, je autorem studie Lenin v Majakovského básních, také napsal román Žid a blondýnka, který však zůstal v rukopise. Ve svých časopiseckých kritikách se vymezoval vůči proletářské literatuře, které vytýkal závislost na realismu 19. století. Pracoval ve studiu Mežrabpomfilm a napsal scénáře k filmům Bouře nad Asií Vsevoloda Pudovkina a 2 Buldi 2 a Dochunda Lva Kulešova. Se Vsevolodem Majercholdem pracoval na adaptaci románu Otcové a děti, která však nebyla natočena a vznikla pouze divadelní verze. Po vyhlášení socialistického realismu oficiální doktrínou přestala být Brikova díla publikována, ale na rozdíl od jiných avantgardistů nebyl vystaven perzekuci. Za druhé světové války pracoval na výrobě propagandistických plakátů Okna TASS. Zemřel v 57 letech na schodišti svého domu na infarkt. 